# Hayama
Hayama (jap. 葉山町 Hayama-machi) – miasto w Japonii, na wyspie Honsiu, w prefekturze Kanagawa. Według danych na rok 2020 miejscowość zamieszkiwało 31 627 mieszkańców , a gęstość zaludnienia wyniosła 1856 os./km².